# Métro 2035
Pour les articles homonymes, voir Metro.
Métro 2035 (titre original en russe : Метро 2035) est un roman post-apocalyptique de Dmitri Gloukhovski. Il fait suite au roman Métro 2033, et étant situé après les événements de Metro 2034 ainsi que de Metro: Last Light. Il est paru le 12 juin 2015 en Russie puis le 23 mars 2017 en France. Le livre est également traduit dans nombreuses langues comme ses opus précédents.
Dans le jeu Metro: Last Light, les joueurs ont pu constater à quelques endroits sur les murs, des posters annonçant l'arrivée du livre Métro 2035.

## Résumé
2035. Deux ans après avoir sauvé le métro de la menace des Sombres, Artyom est retourné vivre à la station VDNKh. C’est un héros brisé, obsédé par l’idée que l'avenir de l’humanité se trouve à la surface, et non pas dans les sombres couloirs du métro où elle semble régresser un peu plus chaque jour. Tenu pour fou, Artyom s'accroche désespérément à un souvenir, celui de la voix qu'il a entendue sur une radio militaire, quand il était au sommet de la tour Ostankino avec les Stalkers. Aussi, depuis son retour, remonte-t-il quotidiennement à la surface, malgré les risques, pour tenter d'entrer en contact avec d'autres survivants.
Le temps passe, et Artyom sombre peu à peu dans la dépression jusqu'à l'arrivée d'Homère à VDNKh : le vieil homme qui n’a de cesse de vouloir écrire son Histoire du métro, prétend en effet que des contacts radio ont déjà été établis avec d'autres enclaves..

## Personnages
Artyom Alekseyevich Chyornyj : Héros du métro moscovite depuis les évènements de Métro 2033, Artyom est un ancien ranger de l'Ordre et le principal protagoniste du roman. Né peu de temps avant l'apocalypse nucléaire de 2013, Artyom a grandi dans le métro, et a appris à en connaître les secrets. Peu de détails filtrent sur son histoire ou son apparence, mais il est décrit comme blond, âgé de 26 ans et particulièrement cynique et désabusé depuis sa précédente aventure. 
Alors que la quasi-totalité de la station VDNKh où il réside le considère comme fou, Artyom a la chance de voir débarquer Homère, un vieil homme rescapé des évènements de Métro 2034, qui lui apprend que le contact a déjà été établi avec d'autres enclaves. Prêt à tout pour abandonner une vie sans but, et une femme qu'il déteste, Artyom se lance alors dans une quête désespérée pour donner, espère-t-il, un nouveau départ à l'Humanité.   
Lui et ses compagnons seront amenés à traverser successivement le riche territoire de la Hanse, des stations totalement déshéritées, le territoire du Quatrième Reich et de la Ligne Rouge où Artyom, tour à tour combattant et esclave, constate la régression quasi bestiale de l'Humanité. Arrivant finalement à Polis après une éprouvante traversée en surface, Artyom croira tenir son salut de l'Ordre dont il a fait un jour partie, avant de constater que les racines du mal infectant le métro sont bien plus profondes.  
Nikolaï Ivanovitch alias Homère : Ancien conducteur de rame du métro moscovite, Homère est un vieil homme qui a tout perdu dans les premiers instants de la guerre. Hanté par la perte de Sacha après les évènements de la Toulskaya, Homère parcourt le métro afin de trouver l'inspiration nécessaire pour achever son livre. Sa rencontre avec Artyom fait rebondir sa quête de manière très inattendue, puisque après avoir piqué la curiosité du jeune homme, il est désigné par celui-ci pour l'accompagner dans de nouvelles aventures dans les tunnels du métro. À son niveau, Homère apporte à Artyom une certaine forme de sagesse et de détachement nécessaire pour supporter les épreuves, y compris lorsque les deux compagnons connaîtront l'esclavage sur le territoire du Reich.  
Aleksandra dite Sacha : Fille de l'ancien chef militaire d'une station trotskyste, Sacha a connu très jeune la faim et la solitude après que son père et elles aient été condamné à l'exil. Grandissant seule dans les ruines d'une station abandonnée, son caractère oscille perpétuellement entre une naïveté poétique et touchante, et une froideur cynique et désabusée. Sauvée de l'enlèvement par Hunter et Homère peu avant les évènements décrits dans Métro 2034, Sacha tombe successivement sous le charme de Léonid Moskvine, fils artiste du Leader de la Ligne Rouge, et de Hunter, tueur sans pitié qu'elle veut sauver de lui-même. Artyom, et plus tard Homère la rencontrent à Tchetnoï Boulvard où elle a été installée comme prostituée par Bessolov, après avoir échappé de peu à la mort. Sacha y est décrite par les protagonistes comme une bonne âme apaisante et tout au long du roman, Artyom se persuade qu'il peut l'emmener vivre à la surface. Sacha lui donnera tort lorsqu'elle lui avoue son amour pour Bessolov, et son désir de continuer à le servir. 
Alexei Feliksovitch Bessolov : Ancien journaliste reconverti en politique avant la guerre nucléaire, son identité est l'un des secrets les mieux gardés du Métro. Exerçant ses fonctions depuis le Bunker 42, ou directement dans le Métro où il se déplace incognito, Alexei Feliksovitch Bessolov est le vrai « dirigeant » en ce que chaque faction principale prend directement ses ordres de lui. Après avoir « recueilli » Artyom une première fois à Tchetnoï Boulvard, et l'avoir laissé entre les mains de Sacha, Bessolov rencontre une nouvelle fois Artyom après que celui-ci, gravement irradié après son expédition en surface, ait percé bon nombre de ses secrets. 
Il lui avoue notamment être le dirigeant des Observateurs invisibles, une émanation du gouvernement d'avant-guerre qui continue à « veiller » sur le Métro depuis un bunker en surface. Son rôle en tant que dirigeant n'est pas de ramener l'humanité en surface une fois que tout danger aura été écarté, mais de perpétuer un système qui lui donne le pouvoir absolu. Pour cette raison, les hommes de Bessolov coopèrent avec les principales factions du Métro et assassinent méthodiquement tous ceux qui venant d'autres villes voudraient entrer à Moscou. Il est aussi directement responsable du brouillage des ondes radio, afin que rien ne filtre du monde extérieur.  
Sviatoslav Konstantinovich Mlinaryev dit Melnik : Colonel dirigeant l'Ordre depuis la station Polis, Melnik n'est plus que l'ombre de l'homme qu'il était avant l'attaque du bunker D6 par la Ligne Rouge. Bien qu'ayant reconstitué l'Ordre et sa petite armée d'élite, Melnik qui est aussi le beau-père d'Artyom à la suite des évènements de Métro 2033 a dû progressivement s'effacer au profit de Bessolov de qui il prend également ses ordres. Refusant totalement de croire à l'histoire d'Artyom, il est forcé d'avouer son double-jeu après que celui-ci s'en soit directement pris aux plans de Bessolov. Désormais son ennemi juré, Melnik n'hésitera pas à se compromettre totalement et à condamner son beau-fils à mort pour maintenir l'ordre en place dans le métro moscovite.